# Кокс, Мэттью
Мэ́ттью Э́йдан Кокс (англ. Matthew Aidan Cox; 2 мая 2003, Лондон) — английский футболист, вратарь клуба «Брентфорд», выступающий на правах аренды за клуб «Бристоль Роверс».

## Клубная карьера
Сын тренера по регби, именно в этом виде спорта он сделал свои первые шаги в регбийном клубе «Кобем», прежде чем его заметили футбольные скауты «Челси» в возрасте восьми лет, где Кокс и продолжил заниматься.
В возрасте 14 лет Кокс был исключен из академии «Челси», не увидевшей в нём достаточного потенциала. В результате Мэттью Кокс присоединился к академии «Уимблдона» в 2017 году, а в мае 2020 года подписал свой первый контракт с клубом в 17 лет.
Тогда он был одним из самых перспективных игроков лондонского клуба, выиграв с юношеской командой в сезоне 2019/20 Youth Alliance Cup, а со следующего сезона стал регулярно появляться в заявке основной команды на матчах Первой лиги, став вторым вратарем команды после новозеландца Ника Цанева, впрочем так за нее и не дебютировал.
В июле 2021 года Кокс перешел в «Брентфорд», где тоже стал запасным вратарем.

## Карьера в сборной
Выступал за юношескую сборную Англии до 17 лет. 2 сентября 2021 года Кокс дебютировал за сборную Англии до 19 лет в товарищеской игре против Италии (2:0). В следующем году Мэттью с командой поехал на юношеский чемпионат Европы 2022 года в Словакии, где сыграл в 4 матчах, пропустил всего два гола и помог своей команде стать чемпионом Европы, за что был включен в символическую сборную турнира.

## Достижения
Сборная Англии (до 19 лет)
- Победитель чемпионата Европы (до 19 лет): 2022